# Mnasitheus
Mnasitheus es un género de mariposas de la familia Hesperiidae.

## Descripción
Especie tipo por designación original Mnasitheus cephis Godman, 1900.

## Diversidad
Existen 11 especies reconocidas en el género, todas ellas tienen distribución neotropical.

## Plantas hospederas
Las especies del género Mnasitheus se alimentan de plantas de la familia Poaceae.